# Splot żylny tętnicy szyjnej wewnętrznej
Splot żylny tętnicy szyjnej wewnętrznej – w anatomii człowieka jeden ze splotów żylnych kanałów kostnych, łączących układy żylne wewnątrz i na zewnątrz czaszki. Przebiega przez kanał tętnicy szyjnej, oplatając tam tętnicę szyjną wewnętrzną, którą oddziela od ścian kanału, chroniąc ją w czasie fal tętna. Stanowi połączenie zatoki jamistej ze splotem skrzydłowym i żyłami jamy bębenkowej.